# Bill Denton
Bill Denton (n. 1 februarie 1911, Collinsville⁠(d), Texas, SUA – d. 8 martie 1946, Washington, D.C., District of Columbia, SUA) a fost un gimnast artistic ce a reprezentat Statele Unite ale Americii, medaliat olimpic. A participat la o ediție a Jocurilor Olimpice (1932) în care a câștigat o medalie de argint.

## Participări
Lista de mai jos prezintă principalele competiții la care a participat Bill Denton de-a lungul carierei.
- gymnastics at the 1932 Summer Olympics – men's rings[*]